# Grabovica, Kladovo
Grabovica (izvirno srbsko Грабовица) je naselje v Srbiji, ki upravno spada pod Občino Kladovo; slednja pa je del Borskega upravnega okraja.

## Demografija
V naselju živi 768 polnoletnih prebivalcev, pri čemer je njihova povprečna starost 50,8 let (49,5 pri moških in 52,0 pri ženskah). Naselje ima 331 gospodinjstev, pri čemer je povprečno število članov na gospodinjstvo 2,66.
To naselje je, glede na rezultate popisa iz leta 2002, večinoma srbsko.
|  |

| Demografija | Demografija     | Demografija     |
| Leto        | Št. prebivalcev | Št. prebivalcev |
| ----------- | --------------- | --------------- |
|             |                 |                 |
|             |                 |                 |
|             |                 |                 |
|             |                 |                 |
| 1948        | 1916            |                 |
| 1953        | 2058            |                 |
| 1961        | 2083            |                 |
| 1971        | 2155            |                 |
| 1981        | 2242            |                 |
| 1991        | 2051            | 1189            |
| 2002        | 1979            | 880             |
|             |                 |                 |

| Etnična sestava po popisu iz leta 2002 | Etnična sestava po popisu iz leta 2002 | Etnična sestava po popisu iz leta 2002 | Etnična sestava po popisu iz leta 2002 | Etnična sestava po popisu iz leta 2002 |
| -------------------------------------- | -------------------------------------- | -------------------------------------- | -------------------------------------- | -------------------------------------- |
| Srbi                                   | Srbi                                   |                                        | 828                                    | 94,09%                                 |
| Vlahi                                  | Vlahi                                  |                                        | 31                                     | 3,52%                                  |
| Romuni                                 | Romuni                                 |                                        | 11                                     | 1,25%                                  |
| Hrvati                                 | Hrvati                                 |                                        | 1                                      | 0,11%                                  |
| Neznano                                | Neznano                                |                                        | 9                                      | 1,02%                                  |